# Освалд фон Волкенщайн-Роденег
Освалд фон Волкенщайн-Роденег „Млади“ (на немски: Oswald von Wolkenstein-Rodenegg „der Jüngere“; * ок. 1420; † 1493/11 април 1495, Бриксен) от род Волкенщайн в Тирол, е австрийски фрайхер на Роденег в Роденго, администратор на господството Роденег и управлява няколко от неговите съдилища. Той е първият Волкенщайн, свързан с Роденег.

## Произход
Родът фон Волкенщайн е странична линия на господарите Виландерс. Той е син на певеца, поета, композитора и дипломата Освалд фон Волкенщайн (1377 – 1445) и втората му съпруга Маргарета фон Швангау († 1448/1451). Внук е на Фридрих фон Волкенщайн († 1401) и Катарина фон Виландерс, наследничка на Тростбург, дъщеря на Екехарт II фон Филандерс-Тростбург († 1385) и Кванра фон Кастелноф.
През 1628 г г. родът става имперски граф.

## Фамилия
Освалд фон Волкенщайн-Роденег се жени пр. 13 октомври 1458 г. за Барбара Траутзон († 1495), дъщеря на Зигизмунд Траутзон, наследствен маршал на Тирол († 1450) и Клара фон Марьоч. Те имат седемнадесет деца:
- Пракседес фон Волкенщайн († сл. 1488/сл. 1497), омъжена за Освалд фон Шрофенщайн
- Матиас фон Волкенщайн († 1469/сл. 1474), фрайхер, женен за Доротея фон Кромец
- Георг фон Волкенщайн
- Кристоф фон Волкенщайн
- Георг фон Волкенщайн († сл. 1472), епископ на Бриксен/Бресаноне
- Зигизмунд фон Волкенщайн-Роденег, в Роденег-Хауенщайн († сл. 1490/1491), женен I. за Елизабет фон Ебс цу Щайн, II. за Маргарет Рьол
- Кристиана фон Волкенщайн
- Афра фон Волкенщайн
- Кресценция фон Волкенщайн
- Генеовефа фон Волкенщайн-Роденег († сл. 1484/1528), омъжена на 8 ноември 1484 г. за Антон Мария 'Потенц' фон Тун († 20 май 1522)
- Файт фон Волкенщайн-Роденег († 1498), рицар, женен за Сибила фон Аршот де Ро
- Михаел фон Волкенщайн (* ок. 1460; † 16 март 1523), фрайхер, носител на Ордена на Златното руно‎, женен за Барбара фон Тун († 15 август 1509, дворец Брук)
- Вилхелм фон Волкенщайн
- Освалд фон Волкенщайн
- Балтазар фон Волкенщайн
- Йохан/Йоханес фон Волкенщайн-Роденег († 1494), женен I. за Гертруда Монтани, II. за Кунигунда Пайчер
- Барбара фон Волкенщайн, омъжена I. за Конрад фон Ампринген, II. за Бернхардин I фон Андлау